# Eurytoma caninae
Eurytoma caninae is een vliesvleugelig insect uit de familie Eurytomidae. De wetenschappelijke naam is voor het eerst geldig gepubliceerd in 2007 door Lotfalizadeh & Delvare.